# Parada dos Montes
Parada dos Montes (llamada oficialmente Santa Einés de Parada dos Montes) es una parroquia y una aldea española del municipio de Puebla del Brollón, en la provincia de Lugo, Galicia.

## Otras denominaciones
La parroquia también es conocida por el nombre de Santa Inés de Parada dos Montes.

## Geografía
Limita con las parroquias de Saá por el noroeste; Villamor por el nordeste y este; Salcedo por el sur; y Lamaiglesia y Saá por el oeste.
| Noroeste: Saá         | Norte: Saá y Villamor (Folgoso de Caurel) | Noreste: Villamor (Folgoso de Caurel) |
| Oeste: Saá            |                                           | Este: Villamor (Folgoso de Caurel)    |
| Suroeste: Lamaiglesia | Sur: Salcedo                              | Sureste: Villamor (Folgoso de Caurel) |

## Organización territorial
La parroquia está formada por tres entidades de población:
- Couso
- Parada dos Montes
- Río de Bois

## Demografía

### Parroquia
| Gráfica de evolución demográfica de Parada dos Montes (parroquia) entre 2000 y 2021 |
|                                                                                     |
| Datos según el nomenclátor publicado por el INE.                                    |

### Aldea
| Gráfica de evolución demográfica de Parada dos Montes (aldea) entre 2000 y 2021 |
|                                                                                 |
| Datos según el nomenclátor publicado por el INE.                                |

## Patrimonio
- Iglesia de Santa Inés, del siglo XIX

## Festividades
Las fiestas de la parroquia se celebran, en honor a Santa Inés, en el mes de enero.